# Adolf zu Hohenlohe-Ingelfingen

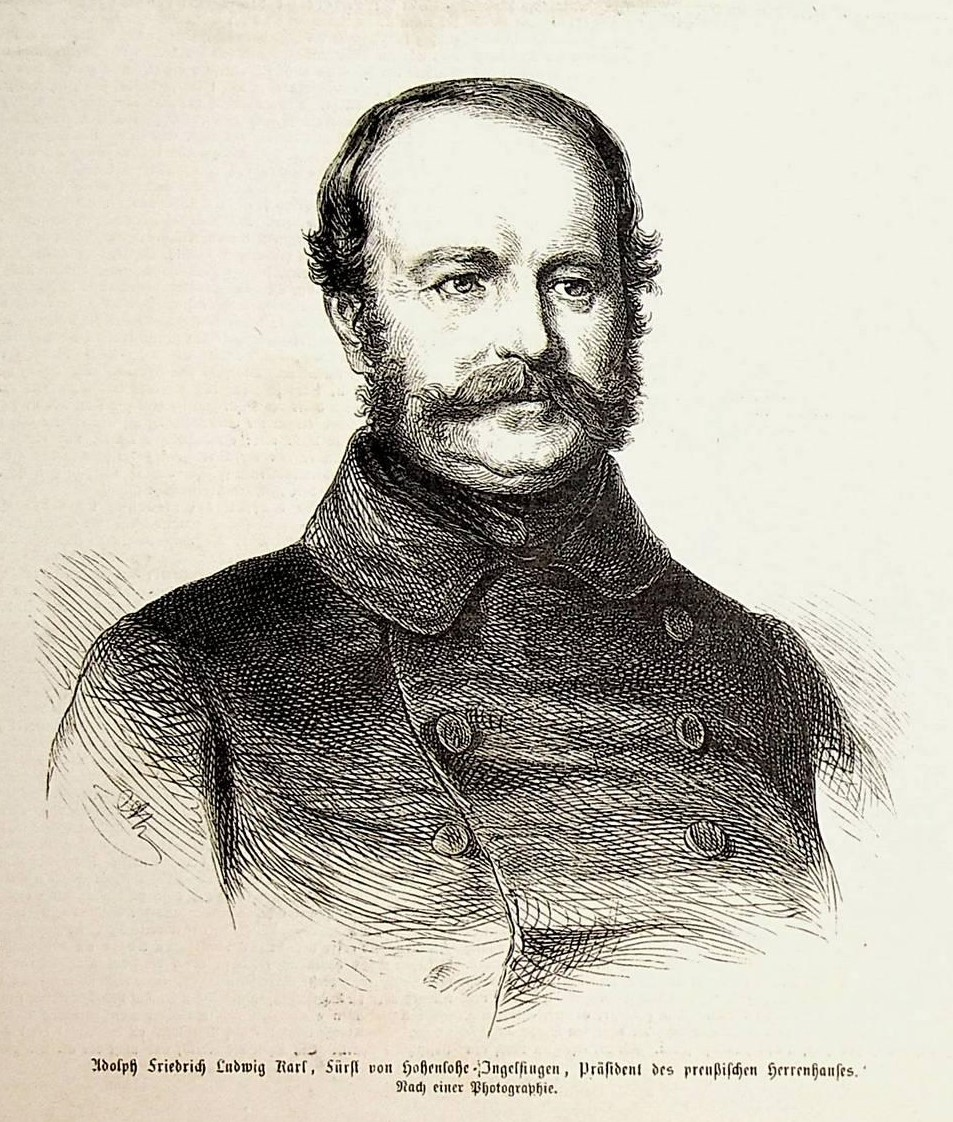
Adolf zu Hohenlohe-Ingelfingen (um 1860)

Adolf Karl Friedrich Ludwig Prinz zu Hohenlohe-Ingelfingen (* 29. Januar 1797 in Breslau; † 24. April 1873 in Koschentin) war ein preußischer General der Kavallerie, Politiker sowie kurzzeitig preußischer Ministerpräsident.

## Leben

### Familie
Adolf  zu Hohenlohe-Ingelfingen war der Sohn von Friedrich Ludwig Fürst zu Hohenlohe-Ingelfingen und dessen Ehefrau Maria Amalie Christiane Charlotte, geborene Gräfin von Hoym (* 6. Oktober 1763 in Mainz; † 20. April 1840 in Marienhof).
Hohenlohe-Ingelfingen verheiratete sich am 19. April 1819 mit Luise Prinzessin zu Hohenlohe-Langenburg (* 22. August 1799; † 17. Januar 1881). Aus der Ehe gingen zehn Kinder hervor, von denen fünf das Erwachsenenalter erreichten:
- Carl zu Hohenlohe-Ingelfingen (1820–1890), preußischer Beamter und Politiker
- Friedrich Wilhelm zu Hohenlohe-Ingelfingen (1826–1895), preußischer General der Kavallerie
- Kraft Karl August zu Hohenlohe-Ingelfingen (1827–1892), preußischer General der Artillerie
- Adelheid zu Hohenlohe-Ingelfingen (* 13. Mai 1830)
- Luise zu Hohenlohe-Ingelfingen (* 25. März 1835 in Breslau; † 15. Juli 1913 im Jagdschloss Krähberg) ⚭ Alfred zu Erbach-Fürstenau

### Karriere
Hohenlohe-Ingelfingen wurde am 27. April 1815 als Sekondeleutnant in der Preußischen Armee angestellt und zur Dienstleistung bei General Kleist von Nollendorf kommandiert. Hier nahm er während des Feldzuges 1815 gegen Frankreich an den Belagerungen von Sedan, Mezières und Montmédy teil. Im März 1817 kam er zum Garde-Ulanenregiment, schied jedoch im Jahre darauf aus dem aktiven Militärdienst und wurde Landrat im Kreis Lublinitz. In der Landwehr stieg er ab September 1830 auf und wurde am 12. September 1841 Chef des 23. Landwehrregiments.
Er war 1847 Mitglied des Vereinigten Landtages. Auch dem Erfurter Unionsparlament gehörte er an. Er war außerdem Mitglied der ersten Kammer des preußischen Landtages. In den Jahren 1852 bis 1854 gehörte er auch der zweiten Kammer an. Nach der Umgestaltung der ersten Kammer in das preußische Herrenhaus im Jahr 1856 wurde er Präsident des Hauses. 
Hohenlohe-Ingelfingen vertrat eine feudal-konservative Richtung. Er lehnte sowohl den konservativen Bürokratismus von Otto Theodor von Manteuffel wie auch die liberal-konservativen Tendenzen der Neuen Ära ab. 
Nach dem Sturz von Karl Anton Fürst zu Hohenzollern-Sigmaringen im Zusammenhang mit dem Heereskonflikt am 12. März 1862 wurde er preußischer Ministerpräsident. Er selbst hat seine fehlende außenpolitische Erfahrung als Belastung eingeschätzt. Er hoffte aber im Heereskonflikt eine Kompromisslösung mit der liberalen Mehrheit des preußischen Abgeordnetenhauses zu finden. Die tatsächliche Führungsrolle im Kabinett übte ohnehin August von der Heydt aus.
Nach dem erneuten Sieg der Fortschrittspartei bei den Wahlen vom 6. Mai 1862 resignierte Hohenlohe-Ingelfingen. Sein Rücktrittsgesuch hat Wilhelm I. indes nicht angenommen. Stattdessen legte Hohenlohe angeblich aus Gesundheitsgründen den Vorsitz im preußischen Staatsministerium nieder. Nach der Ernennung von Otto von Bismarck zum Ministerpräsidenten zog er sich vom politischen Leben zurück.

### Ehrungen
Hohenlohe-Ingelfingen war seit 26. Oktober 1858 Ritter des Schwarzen Adlerordens. Außerdem war er Inhaber des Roter Adlerordens I. Klasse mit Eichenlaub, des Ordens der Heiligen Anna I. Klasse mit Brillanten sowie des Großkreuzes des Sachsen-Ernestinischen Hausordens.